# St.Trinian's 2 - La leggenda del tesoro segreto

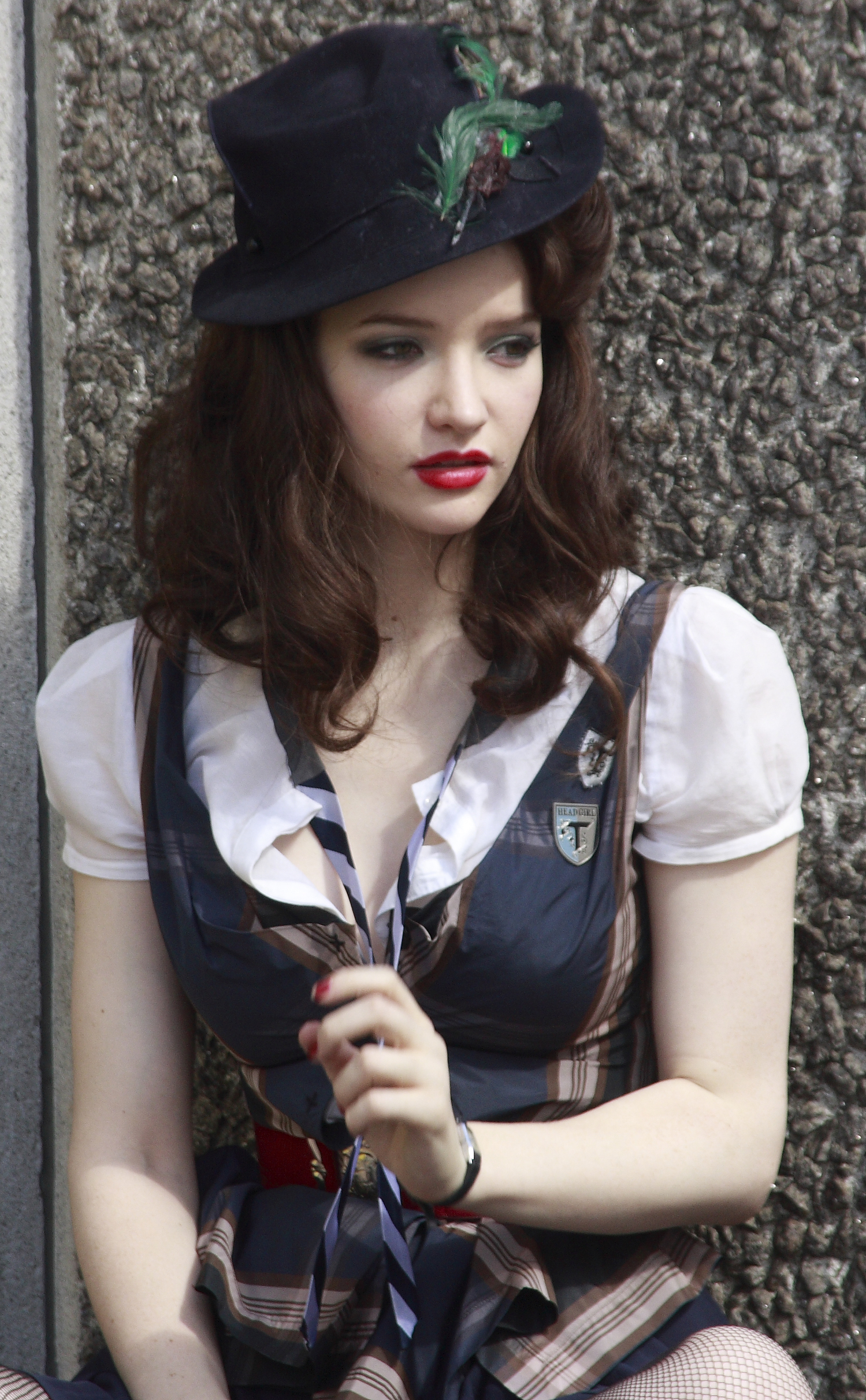
Talulah Riley sul set del film

St.Trinian's 2 - La leggenda del tesoro segreto (St Trinian's 2 - The Legend of Fritton's Gold) è un film del 2009 diretto da Oliver Parker e Barnaby Thompson.
Sequel del film del 2007 St. Trinian's, è il settimo adattamento del fortunato soggetto, nato da un lavoro di Ronald Searle. Il cast vede la presenza di Rupert Everett, Colin Firth (già presenti nel film precedente), Sarah Harding, David Tennant e Montserrat Lombard.

## Trama
Le ragazze della St. Trinian sono alla ricerca di un misterioso tesoro dopo aver scoperto che la direttrice, Miss Fritton, è imparentata con un famoso pirata.

## Personaggi
- Kelly Opossum Jones (Gemma Arterton): Ex caposcuola del St. Trianian's, divenuta membro dell'MI7, va in aiuto delle ragazze della scuola nel momento del bisogno
- Miss Camilla Dagey Fritton (Rupert Everett): Direttrice del St. Trianian's, nonché di zia di Annabelle
- Archibald Fritton (Rupert Everett): Pirata, nonché antenato di Camilla Fritton, molto noto all'epoca della regina Elisabetta I d'Inghilterra, il quale stando alla leggenda ha accumulato una fortuna immensa
- Reverendo Fortnum Fritton (Rupert Everett): Antenato di Camilla Fritton, ha trovato tutti gli indizi che portano al nascondiglio del tesoro del pirata Archibald Fritton
- Geoffrey Thwaites (Colin Firth): Ex Ministro dell'Istruzione inglese, in questo secondo episodio andrà in aiuto del St. Trianian's per combattere Sir Piers Pomfrey
- Sir Piers Pomfrey (David Tennant): Leader della società segreta AD1, farà di tutto affinché le ragazze del St. Trianian's falliscano nel loro intento
- Lord Pomfrey (David Tennant): Antenato di Sir Piers
- Roxy (Sarah Harding): La rock star del St. Trianian's
- Annabelle Lealla Fritton (Talulah Riley): All'inizio del film Miss Camilla Fritton le comunica che è divenuta caposcuola dell'istituto. È la nipote di Camilla Fritton
- Chelsea Parker (Tamsin Egerton): La "modaiola" numero 1
- Bella (Clara Paget): La "modaiola" numero 2
- Saffy (Gabriella Wilde): La "modaiola" numero 3
- Celia (Juno Temple): La "bohemian"
- Lucy (Ella Smith): La "secchiona"
- Zoe (Montserrat Lombard): Una delle ragazze "Emo"
- Bianca (Zawe Ashton): Una delle "tamarre"
- Jessica (Jessica Agombar): Una delle "tamarre"
- Tara & Tania (Cloe Mackie e Holly Mackie): Le gemelle
- Beverly (Jodie Whittaker): La receptionist dell'istituto
- Peters (Christian Brassington): L'assistente di Sir Piers Pomfrey
- Charles Richard Wilson (se stesso): Il ragazzo di Roxy

## Produzione
Le riprese sono cominciate il 6 luglio del 2009, negli Ealing Studios e in alcune zone di Londra tra cui il Globe Theatre e il lungo Tamigi. La parte riguardante la "Old Boys School" è stata filmata alla Charterhouse School di Godalming, nel Surrey, e i ragazzi del coro appartenevano al Guildford Cathedral Choir. Il 16 agosto del 2009 centinaia di comparse, insieme ai personaggi principali, hanno girato un flash mob alla Liverpool Street Station di Londra. L'edificio che accoglie il collegio femminile è la Knebworth House nello Hertfordshire.
Il 7 luglio sono stati annunciati alcune guest star del film: Sarah Harding, David Tennant e Montserrat Lombard.

## Distribuzione
- Gran Bretagna: St Trinian's 2: Legend of Fritton's Gold, 18 dicembre 2009
- Germania: Die Girls von St. Trinian 2 - Auf Schatzsuche, 3 febbraio 2011

In Italia il film è uscito il 3 febbraio 2016 direttamente in home video.

## Accoglienza
Ha debuttato in seconda posizione nelle classifiche inglesi incassando £1.586.832 nella prima settimana. In Italia il film è distribuito da Picture Show, Roma.

## Sequel
Nel dicembre 2009 è stato annunciato il secondo sequel del film, dal titolo St Trinian's 3: Battle of the Sexes. C'è stato anche un concorso tenutosi nel 2010, per la possibilità per una ragazza di avere un ruolo da protagonista nel film. A settembre 2018, il cast non è stato confermato per il terzo film.